# Aua (île)
Pour les articles homonymes, voir Aua.
Aua est une île de l’archipel Bismarck au large de la Papouasie-Nouvelle-Guinée.
Située en mer de Bismarck, elle est rattachée à la sous-région de Para-Micronésie.

## Histoire
On y parle le wuvulu-aua, une langue océanienne.

## Économie
L'île d'Aua possède un aéroport (code AITA : AUI).